# Japan Transocean Air
Japan Transocean Air Co., Ltd. (日本トランスオーシャン航空株式会社, Nippon Toransuōshan Kōkū Kabushiki-gaisha), o JTA, è una compagnia aerea con sede a Naha, nella prefettura di Okinawa, in Giappone. Opera servizi nazionali per conto di Japan Airlines. La sua base principale è l'aeroporto di Naha. Dal 1967 al 1993, la compagnia aerea era conosciuta come Southwest Air Lines.

## Storia
La compagnia aerea venne fondata il 20 giugno 1967 come Southwest Air Lines (南西航空, Nansei Kōkū) e iniziò a operare nel luglio 1967. Ha cambiato nome nel luglio 1993. Al 2014 aveva 718 dipendenti ed era di proprietà di Japan Airlines (51,1%), Naha Airport Terminal (17%), Prefettura di Okinawa (12,9%) e altri (19,1%). Operava con Convair 240 fino a quando il nuovo capitale di JAL non gli ha permesso di passare ai NAMC YS-11 e infine ai Boeing 737. JTA presta occasionalmente aerei a JAL in caso di guasti ai suoi velivoli. JTA possiede il 72,9% di Ryukyu Air Commuter.

## Flotta

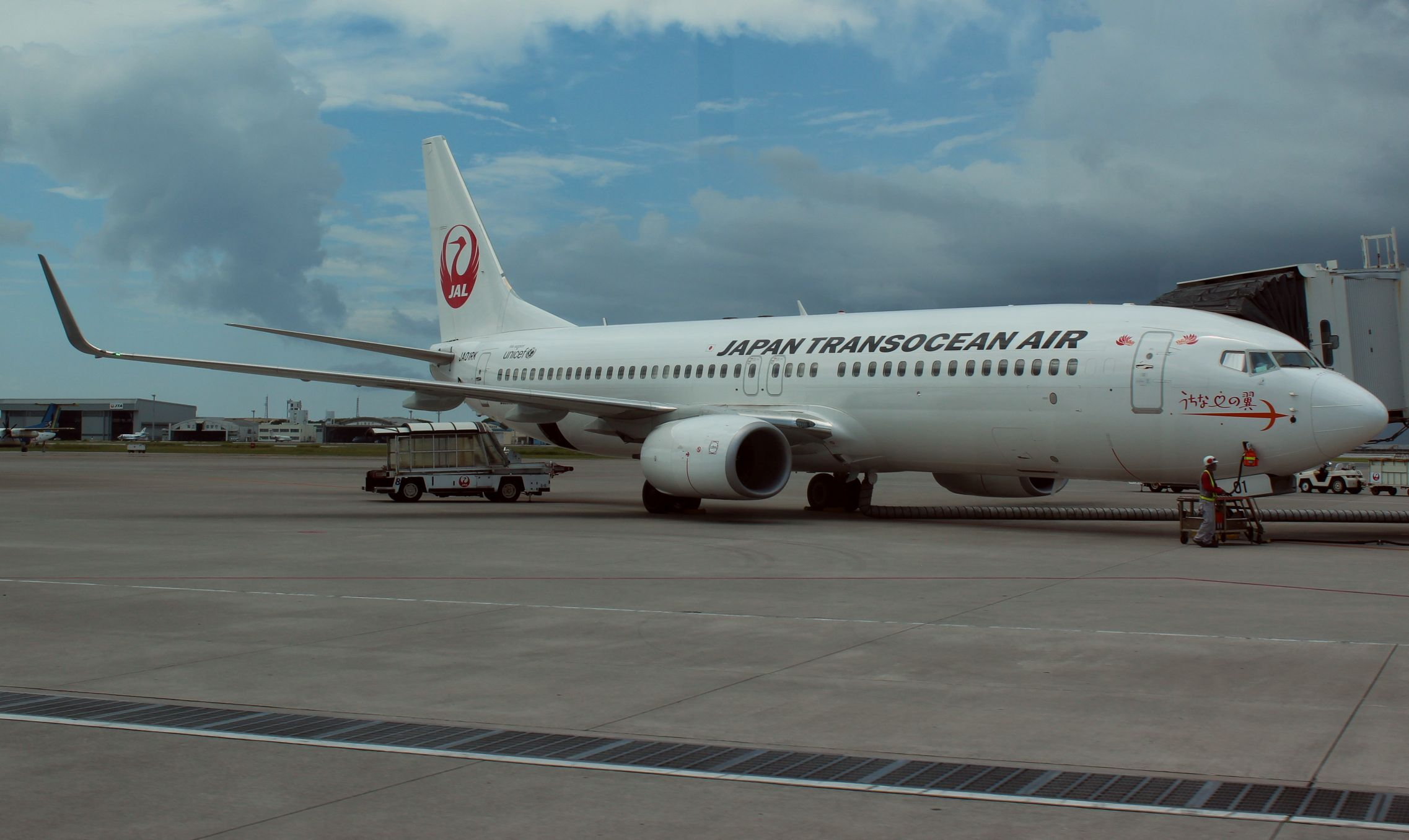
Un Boeing 737-800.

### Flotta attuale
A maggio 2023 la flotta di Japan Transocean Air è così composta:

### Flotta storica
Japan Transocean Air operava in precedenza con i seguenti aeromobili:

## Incidenti
- Il 26 agosto 1982, il volo Southwest Air Lines 611, operato da un Boeing 737-200 tra Naha e Ishigaki con 138 persone a bordo, effettuò un atterraggio con vento trasversale ad una velocità leggermente superiore a quella di riferimento. L'aereo rimbalzò e, toccando terra di nuovo, i deflettori e gli inversori di spinta non funzionarono. Il comandante spense entrambi i motori, ma questa azione disabilitò il sistema di frenatura antiscivolo. Gli pneumatici interni di entrambe le sezioni del carrello principale scoppiarono quasi contemporaneamente. Il volo uscì di pista e si fermò 145 metri oltre la soglia, alle 13:49. Tutti gli occupanti vennero evacuati. Alle 14:01, il Boeing 737 prese fuoco e fu distrutto.[4]